# Antonio Rubió i Lluch
Antonio Rubió i Lluch, född 26 juli 1856 i Valladolid, död 9 juni 1937 i Barcelona, var en spansk historiker och filolog.
Rubió i Lluch var professor vid universitetet i Barcelona, bedrev grundlig forskning i Kataloniens historia och publicerade litterärkritiska artiklar i "Anuairs del Institut d'Estudis catalans". Han var lärjunge till Marcelino Menéndez Pelayo och utgav ett stort antal arbeten, bland vilka kan nämnas Documents per l'Historia de la cultura catalana och Estudio críticobiografico sobre Anacreonte y la colección anacreóntica y su influencia en la literatura antigua y moderna (1879) samt El sentimiento del honor en el teatro de Calderón (1882).